# ساداكو ساساكي
ساداكو ساساكي (ولدت في السابع من يناير عام 1943م—توفيت في الخامس والعشرين من أكتوبر عام 1955م): هي فتاة يابانية كانت تبلغ العامان من عمرها حين أُسقطت القنبلة الذرية على هيروشيما في السادس من أغسطس عام 1945م، وكان ذلك بقرب منزلها المجاور لجسر ميساسا. وقد أصبحت ساداكو واحدة من أكثر الهيباكوشا شهرة. والهيباكوشا مصطلح ياباني يُطلق على الناجين من القنبلة الذرية ومعناه الحرفي «الشخص المتضرر من القنبلة». وخُلدت ذكرى هذه الفتاة بسبب قصة طيها لطيور الكركي الورقية الألف قبل موتها، ولازالت تُعتبر حتى اليوم رمزًا لضحايا الحرب النووية البريئة. 

## نظرة عامة
كانت ساداكو في المنزل عندما حصل الانفجار النووي والذي يبعد مركزه عن بيتها حوالي 1.7 كيلومترات (1.1 ميل). وقد أدى هذا الانفجار إلى اندفاعها بقوة خارج النافذة مما جعل والدتها تركض مسرعة لإيجادها معتقدة أنها قد ماتت. ولكن عوضًا عن ذلك، وجدت ابنتها ذات العامين حية ولا تعاني من أية إصابات واضحة. وقد تعرضت ساداكو ووالدتها للإشعاع النووي أثناء فرارهما، بينما عادت جدتها مسرعة للمنزل ولم تُرى بعدها مرة آخرى. مع مرور الوقت، كبرت ساداكو مثل أي فتاة آخرى، وأصبحت عضوة مهمة في فريقها للتتابع الرياضي الصفي.
في شهر نوفمبر عام 1954م، بدأت تظهر لدى ساداكو تورمات في عنقها وخلف أذنيها. وفي يناير عام 1955م، أصيب بالفرفرية في كلتا قدميها. ومن ثم شُخصت لاحقًا بسرطان الدم الليمفاوي الحاد («مرض القنبلة الذرية» كما أشارت إليه والدتها). وأُدخلت المستشفى في اليوم الثاني والعشرين من شهر فبراير لعام 1955م حيث حُدد لها سنة كحد أقصى للعيش.
لُوحظ ازدياد الإصابة بسرطان الدم خاصة لدى الأطفال وذلك بعد عدة سنوات من الانفجار الذري. وقد اتضح في أوائل الخمسينيات أن التعرض للإشعاع هو السبب في إصابتهم بهذا السرطان. 
أُدخلت ساداكو إلى مستشفى الصليب الأحمر في هيروشيما كمريضة لتلقي العلاج ونقل الدم في اليوم الواحد والعشرين من شهر فبراير لعام 1955م. وعند إدخالها المستشفى، كان عدد كريات الدم البيضاء لديها أعلى بست مرات مقارنة بمستوياته لدى الطفل العادي. 
في شهر أغسطس من عام 1955م، نُقلت ساداكو بعد يومين من العلاج إلى حجرة تقيم فيها فتاة تكبرها بعامين وهي طالبة في المدرسة المتوسطة. وكانت هذه الفتاة، شريكة حجرتها في المستشفى، هي من أخبرتها بالأسطورة اليابانية التي تمنح أمنية لمن يطوي ألف طير كركي ورقي، وهي من علمتها طريقة طيها. لم يكن لدى ساداكو ورق بالرغم من كثرة أوقات فراغها خلال أيامها في المستشفى. فكانت تستخدم أغلفة الأدوية أو أي شي يمكن استعارته بما فيه الذهاب إلى غرف المرضى الآخرين لتطلب أوراق من هدايا المعافاة لاستخدامها. كما أن صديقتها المقربة، شيزوكو هاماموتو، كانت تحضر لها ورق من المدرسة لتستخدمه. 
تحكي النسخة المشهورة من القصة أن ساداكو لم تستطع طي الألف طائر، وطوت 644 طائر فحسب قبل وفاتها ثم أكمل أصدقائها طي الطيور المتبقية ودفنوها جميعها معها (هذه النسخة من كتاب ساداكو وطيور الكركي الورقية الألف). ولكن يَذكر المعروض الموجود في متحف السلام التذكاري في هيروشيما أن ساداكو استطاعت تحقيق هدفها في نهاية شهر أغسطس من عام 1955م واستمرت بطي المزيد من الطيور. كما أن والدها قال في فلم وثائقي أنها أنهت تقريبا 1400 طائر وقد احتفظ بهم والديه (وعرضهم في الفلم الوثائقي). وقال أن زملاء صفها قاموا بطي ألف طائر كركي ورقي إضافية وهي الألف التي دُفنت معها. 
ساءت حالة ساداكو تدريجيًا في فترة مكوثها في المستشفى، فقد تورمت قدمها اليسرى وتحول لونها للبنفسجي في منتصف شهر أكتوبر تقريبًا. طلبت ساداكو الجازوكي (أرز مع الشاي الأخضر) بعد إلحاح من عائلتها لتأكل أي شيء، وعلقت عليه «إنه لذيذ». كانت تلك الكلمتين آخر كلماتها. ماتت ساداكو محاطة بعائلتها في صباح الخامس والعشرين من شهر أكتوبر لعام 1955م عن عمر يناهز الثانية عشر. 
فحصت لجنة ضحايا القنبلة الذرية (ABCC) جسد ساداكو بعد وفاتها لتبحث عن أضرار القنبلة الذرية على الجسد البشري. وقد كُشف فيما بعد أن هذه اللجنة كانت تُجري اختباراتها على ساداكو عندما كانت على قيد الحياة لنفس الأسباب. 

## النصب التذكاري
نشر أصدقاء ساداكو وزملائها في المدرسة بعد موتها مجموعة خطابات ليجمعوا الأموال ويبنوا نُصب تذكارية لها ولجميع الأطفال الذي ماتوا نتيجة لأضرار القنبلة الذرية مثل: الفتاة اليابانية يوكو موريواكي. وفي عام 1958م، كُشف عن تمثال ساداكو الحاملة لطائر الكركي الورقي الذهبي في منتزه السلام التذكاري في هيروشيما. وكُتب على اللافتة أسفل التمثال: 
«هذه صيحاتنا. هذه صلاواتنا. السلام في العالم»
كما يوجد لها تمثال آخر في منتزه السلام في سياتل. وقد أصبحت ساداكوا مثالًا بارزًا على أثر الحرب النووية. وتعتبر ساداكو بطلة للعديد من الفتيات في اليابان، فقد قُصت حكايتها في بعض المدارس اليابانية في ذكرى قصف هيروشيما. ويحتفل الناس في جميع أرجاء اليابان بالسادس من أغسطس كيوم السلام العالمي السنوي تكريمًا لساداكو.

## معرض صور

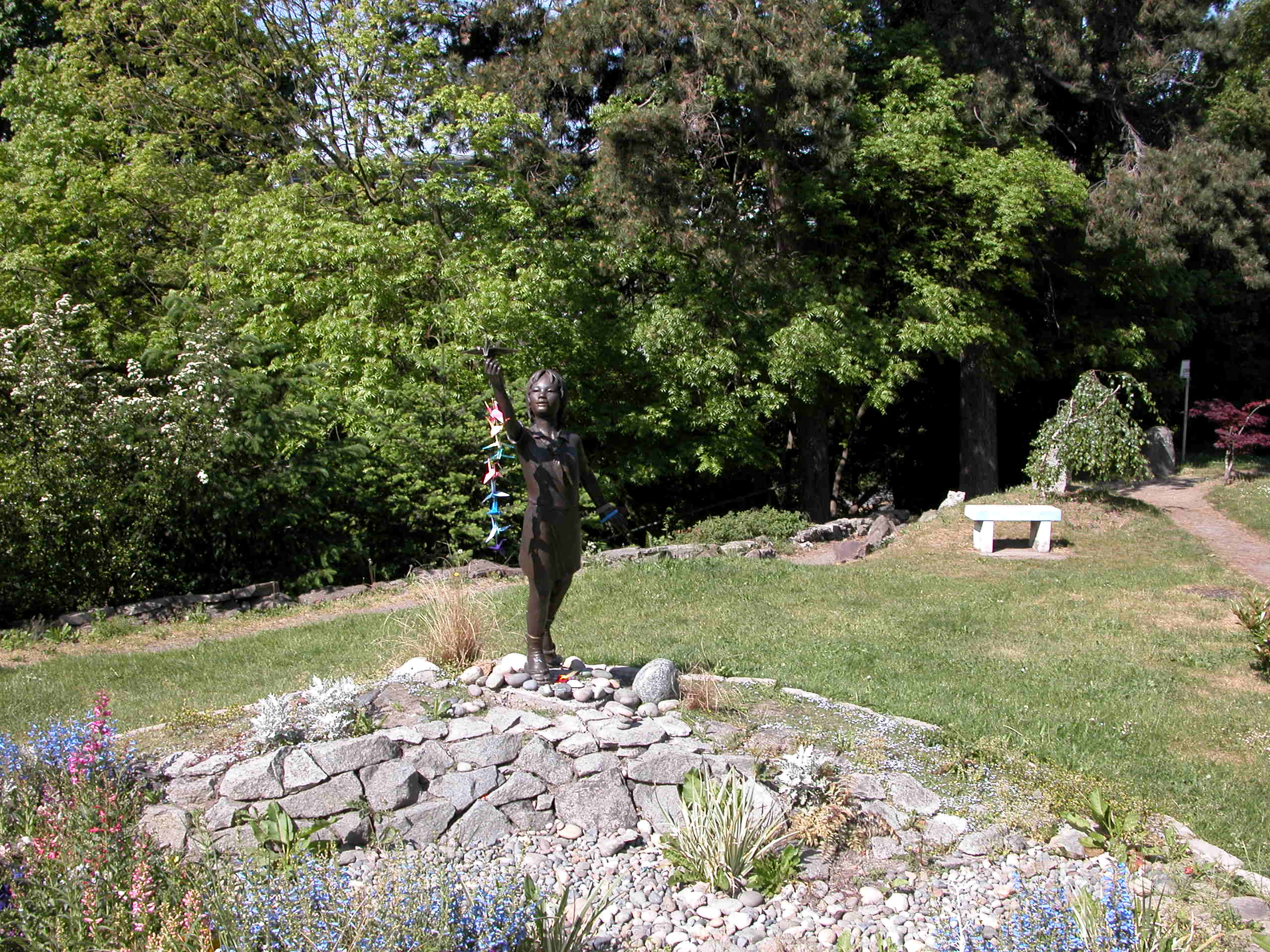
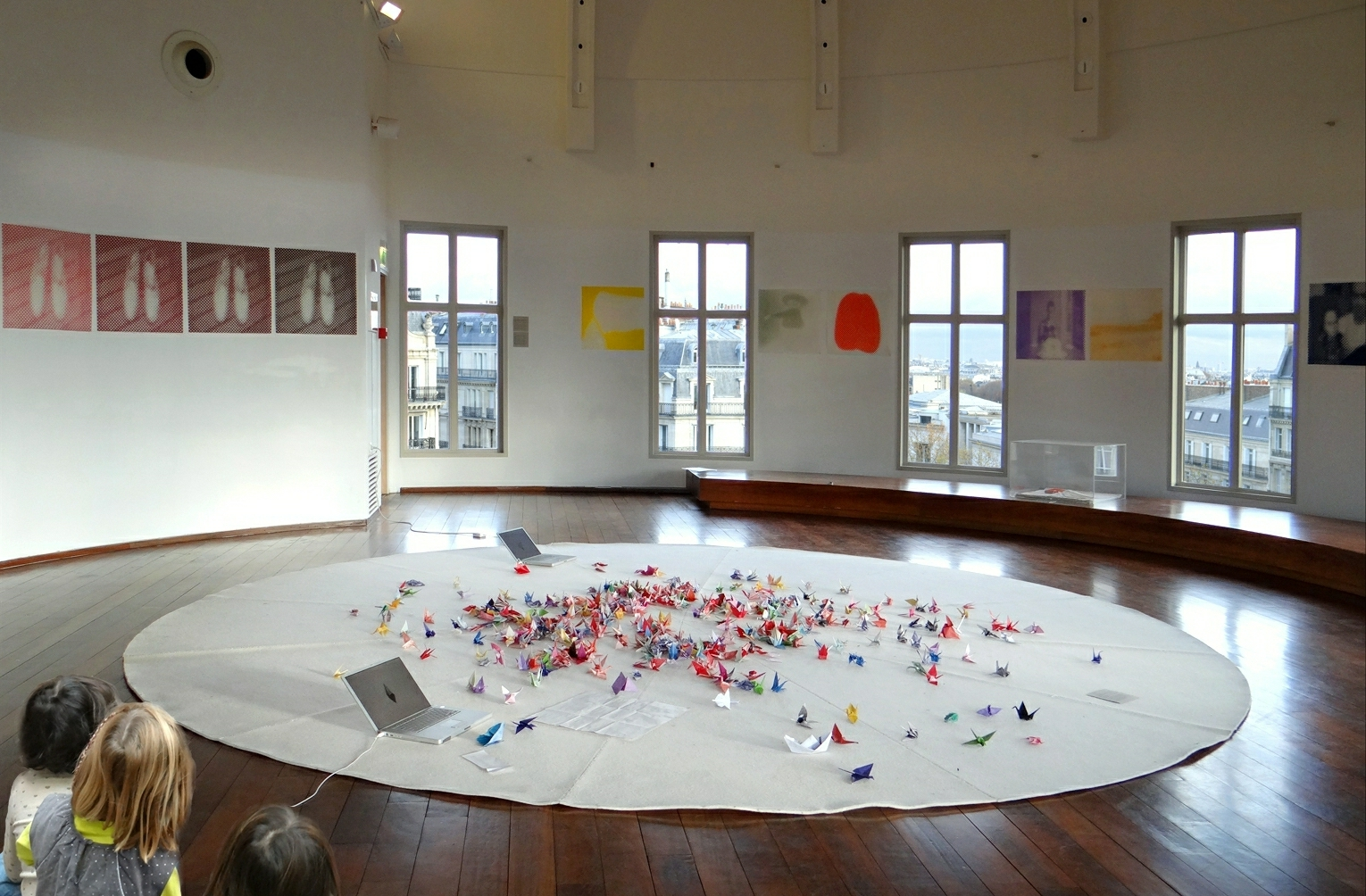
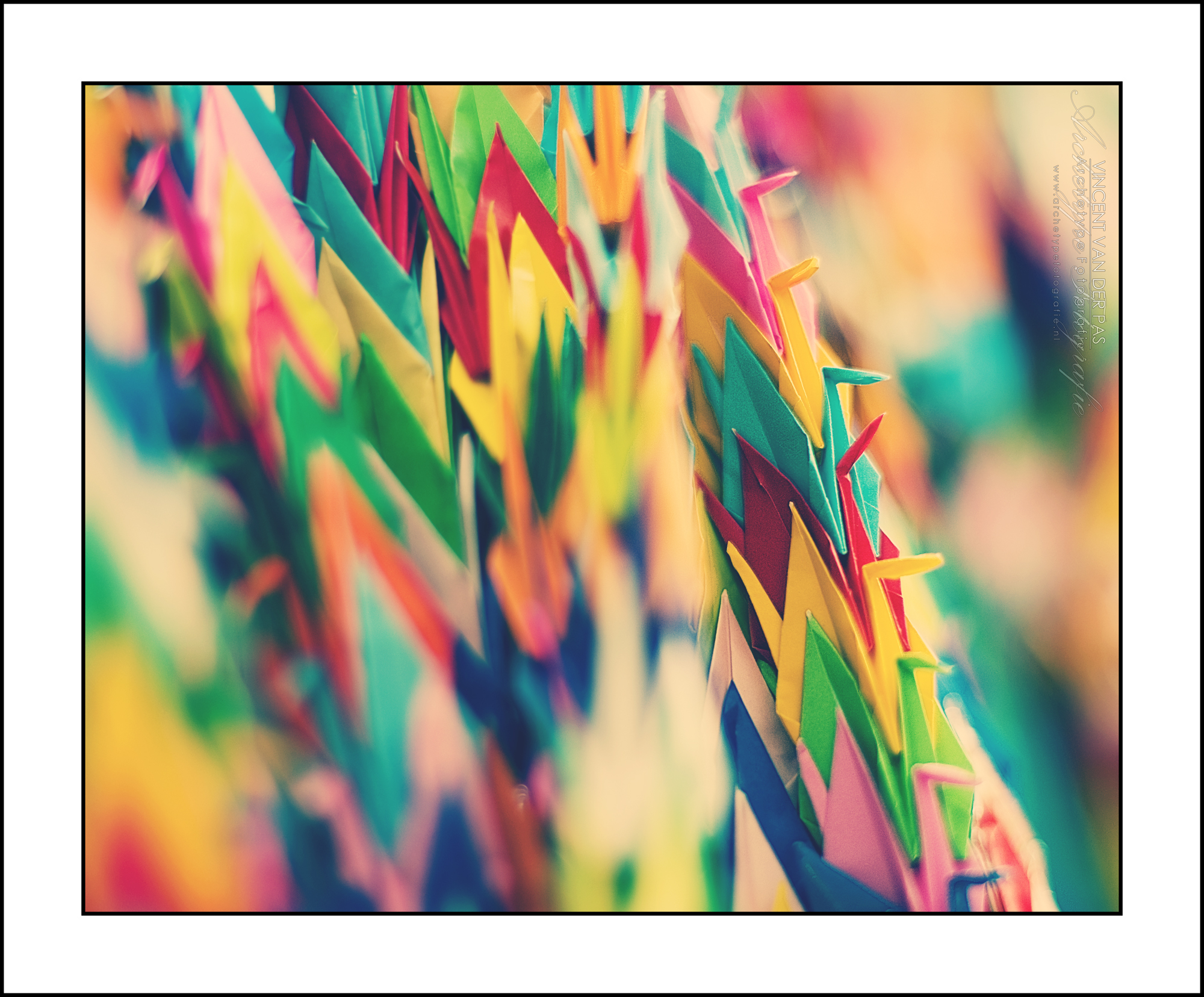

## اقرأ أيضًا
- آن فرانك

## روابط خارجية
- Sadako and the Paper Cranes نسخة محفوظة 25 سبتمبر 2013 على موقع واي باك مشين.
- Sadako and the Atomic Bombing
- Senzaburu Orikata نسخة محفوظة 20 أغسطس 2004 على موقع واي باك مشين.
- "Cranes over Hiroshima"
- Sadako and the Thousand Paper Cranes
- Memorial Page at FindaGrave
- song of russian group Spleen - Daughter of samurai, inspired by Sadako Sasaki